# Yevgeniy Fedorov
Yevgeniy Fedorov (Aktobe, 16 de fevereiro de 2000) é um ciclista cazaque. Desde 2021 corre para a equipa de seu país Astana Qazaqstan Team de categoria UCI WorldTeam.

## Palmarés
- 2020
  - 1 etapa do Tour de Langkawi
  - 1 etapa do Tour de Ruanda
  - 1 etapa do Tour de Szeklerland

- 2021
  - 2.º no Campeonato do Cazaquistão Contrarrelógio 
  - Campeonato do Cazaquistão em Estrada

- 2022
  - Campeonato Asiático Contrarrelógio

## Resultados em Grandes Voltas
| Corrida | Corrida         | 2019 | 2020 | 2021 | 2022 |
| ------- | --------------- | ---- | ---- | ---- | ---- |
|         | Giro d'Italia   | —    | —    | —    | —    |
|         | Tour de France  | —    | —    | —    | —    |
|         | Volta a Espanha | —    | —    | —    |      |

—: não participa
Ab.: abandono

## Equipas
- Vinho - Astana Motors (2019-2020)
- Astana (2021-)
  - Astana-Premier Tech (2021)
  - Astana Qazaqstan Team (2022-)